# Àngel caigut
Un àngel caigut és un àngel que ha estat expulsat del cel per desobeir o rebel·lar-se contra els mandats de Déu segons el cristianisme i la religió islàmica. Aquests van ser expulsats del Cel arrencant-los les ales. La primera versió prové del Llibre d'Henoc i apareixen noves referències a la caiguda al Nou Testament.
Segons aquesta tradició són àngels caiguts:
- Belial
- Grigori
- Llucifer
- Mefistòfil
- Semyazza

Els àngels caiguts han aparegut en diverses obres de ficció com are El Paradís perdut.